# Babiana patersoniae
Babiana patersoniae är en irisväxtart som beskrevs av Harriet Margaret Louisa Bolus. Babiana patersoniae ingår i släktet Babiana och familjen irisväxter. Inga underarter finns listade i Catalogue of Life.